# Brooke Francis

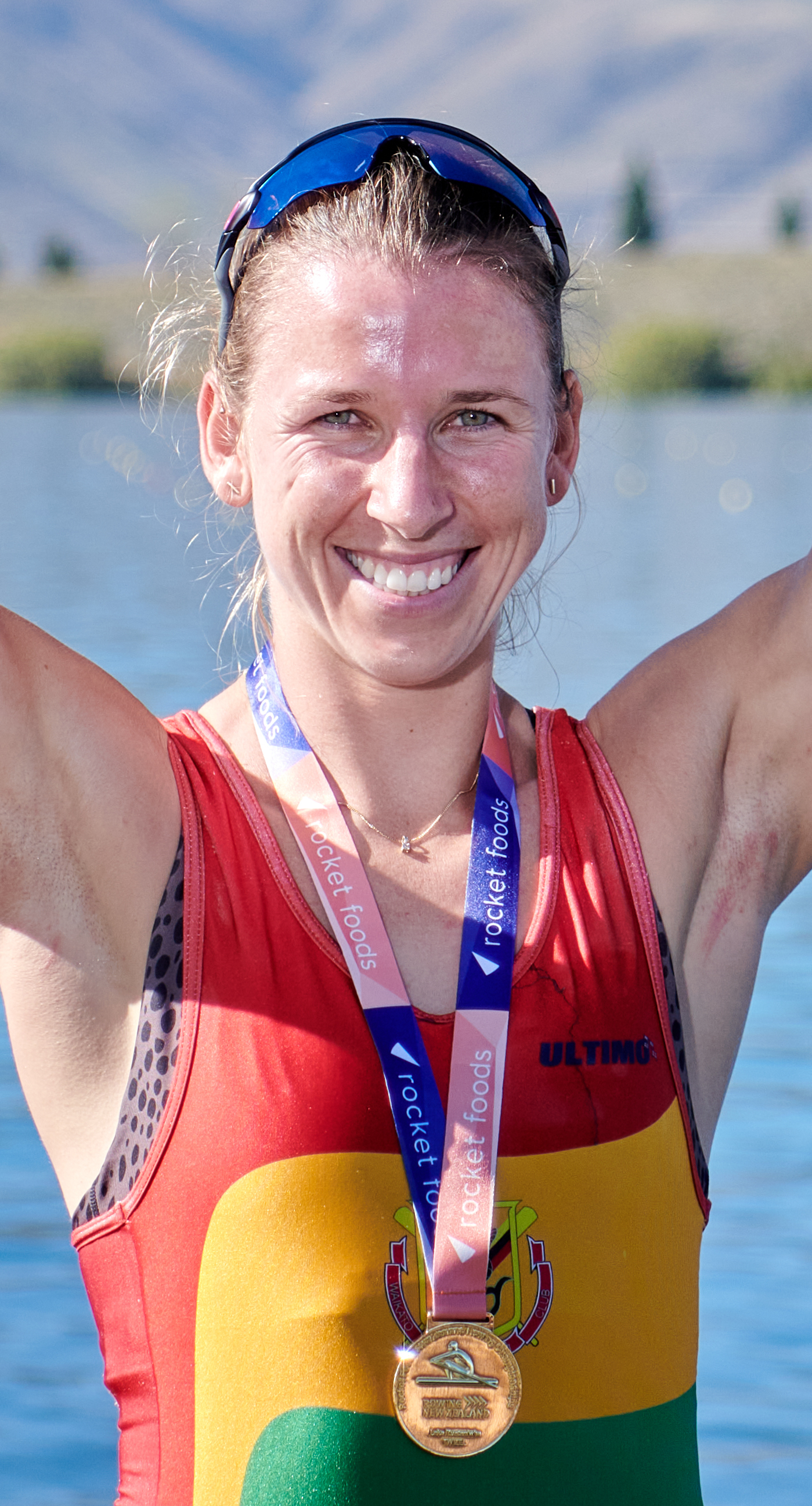
Brooke Donoghue, 2021

Brooke Francis, vor Heirat Brooke Donoghue (* 6. Januar 1995 in Hamilton), ist eine neuseeländische Ruderin, die 2021 Olympiazweite und 2024 Olympiasiegerin im Doppelzweier wurde.

## Sportliche Karriere
Donoghue belegte 2013 den fünften Platz im Doppelvierer bei den Junioren-Weltmeisterschaften. 2014 gewann sie mit dem Doppelvierer die Bronzemedaille bei den U23-Weltmeisterschaften. 2015 wechselten Claudia Hyde und Brooke Donoghue aus dem Doppelvierer in den Doppelzweier und erkämpften die Silbermedaille bei den U23-Weltmeisterschaften. 2016 versuchte Donoghue sich mit dem Doppelvierer für die Olympischen Spiele zu qualifizieren. In der entscheidenden Regatta belegten die Neuseeländerinnen in Luzern den dritten Platz, nur die ersten beiden Boote nahmen in Rio de Janeiro teil.
2017 bildeten Olivia Loe und Brooke Donoghue einen Doppelzweier. Sie gewannen die Weltcup-Regatten in Posen und Luzern. Bei den Weltmeisterschaften siegten die beiden mit anderthalb Sekunden Vorsprung vor dem US-Boot. 2018 gewannen Loe und Donoghue die Weltcup-Regatten in Linz und Luzern. Bei den Weltmeisterschaften siegten die Litauerinnen Milda Valčiukaitė und Ieva Adomavičiūtė mit zwei Sekunden Vorsprung vor den Neuseeländerinnen. 2019 siegten Donoghue und Loe beim Weltcup in Posen. Bei den Weltmeisterschaften siegten die beiden mit einer Sekunde Vorsprung vor den Rumäninnen. Zwei Jahre später trat Brooke Donoghue bei den Olympischen Spielen in Tokio zusammen mit Hannah Osborne an. Die beiden gewannen ihren Vorlauf und belegten im Halbfinale mit fast fünf Sekunden Rückstand den zweiten Platz hinter den Rumäninnen Nicoleta-Ancuța Bodnar und Simona Geanina Radiș. Im Finale gewannen die Rumäninnen mit 3,79 Sekunden Vorsprung vor den Neuseeländerinnen, eine weitere Sekunde zurück lagen die drittplatzierten Niederländerinnen.
Nach einem Jahr Pause und ihrer Heirat kehrte Brooke Francis 2023 im Doppelzweier zurück. Zusammen mit Lucy Spoors belegte sie den fünften Platz bei den Weltmeisterschaften in Belgrad. 2024 bei den Olympischen Spielen in Paris ruderten Spoors und Francis zur Goldmedaille vor den rumänischen Titelverteidigerinnen.